# ピーター・モートン
ピーター・モートン（Peter Morton、1947年 - ）は、アイザック・ティグレットとともにカジュアル・ダイニング・レストランのチェーンであるハードロックカフェを興した共同創業者。

## 人物
シカゴ生まれ。父アーニー・モートン (Arnie Morton) は、モートンズ・ザ・ステーキハウス (Morton's The Steakhouse) の創業者であり、息子のハリー・モートン (Harry Morton) は、ピンク・タコ (Pink Taco) の創業者である。かつてモートンの養女であったドミノ・ハーヴェイは、2005年10月に公開されたキーラ・ナイトレイ主演、トニー・スコット監督の映画『ドミノ』の主題となった。モートンはデンバー大学の出身で、大学ではファイ・シグマ・デルタ・フラタニティ (the Phi Sigma Delta fraternity) の会員であった。
モートンは、最初のハードロックカフェの店を、ロンドンのハイド・パーク・コーナー近くに開いた。チェーン展開が世界的に広がり始めた1982年、共同創業者のふたりは世界中に自分たちのカフェを広げていくことに合意した。モートンが率いたハードロック・アメリカは、ロサンゼルス、サンフランシスコ、シカゴ、ヒューストン、ラスベガス、サンディエゴ、ラホヤ、ニューポートビーチ、さらにオーストラリアのシドニーとメルボルン、ハワイのホノルルとマウイをはじめ、数多くのハードロックカフェを開いた。
モートンは映画プロデューサーであるマシュー・ヴォーンの代父であり、ハードロックカフェ巡りの旅に連れ歩いた。ヴォーンは、モートンを通して、ガイ・リッチーや著名な貴族たちとロンドンでつながりをもった。
1995年、ランク・オルガニザーション（Rank Organisation、現在のランク・グループ (The Rank Group)）が、モートンの所有していたハードロックカフェの持ち分を4億1千万ドルで買収したが、モートンはネバダ州ラスベガスのハードロック・ホテル&カジノの所有権はそのまま保持した。
2006年5月、モートンはラスベガスのハードロック・ホテル・アンド・カジノを、ニューヨークに拠点を置くモーガンズ・ホテル・グループ (Morgans Hotel Group) に7億7千万ドルで売却した。この売却には、アメリカ合衆国のテキサス州、カリフォルニア州、オーストラリア、カナダのブリティッシュコロンビア州バンクーバーなどを含む「ミシシッピ川以西」の地域における「ハードロック・ホテル (Hard Rock Hotel)」商標権の売却が含まれていた。モーガン側の役員であるW・エドワード・シーツ (W. Edward Scheetz) は、11階建て670室を擁する「ハードロック・ホテル」は、地価も考慮すれば、ラスベガスでも他では真似できない「トロフィー物件 (trophy property)」だと述べた。トラベル・チャンネル (Travel Channel) によるホテル・プールのランキングでトップ10の首位となっている「ハード・ロック」プールだけでも、地価にして5千万ドルと評価された。
その後、モートンは、ロサンゼルスに典型的な超高級レストラン「モートンズ (Morton’s)」（シカゴの同名のレストランと混同しないよう注意）を創業し、現在も所有している。ほぼ20年にわたり、この店（通称「ジ・アイヴィ (The Ivy)」）のテーブルを抑えることは、ハリウッドでその人物が占める重要性と影響力の大きさを測る指標となっている。この店は、ジュリア・フィリップス (Julia Phillips) の1991年の著作『You'll Never Eat Lunch in This Town Again』の主題となった。

## 栄誉、受賞、役職
モートンは、ロサンゼルス現代美術館 (MOCA)、および、自然資源防衛協議会 (Natural Resources Defense Council, NRDC) の理事会メンバーである。
モートンは、カリフォルニア大学ロサンゼルス校 (UCLA) に多額の寄付を行ったが、これを受けて、UCLAメディアカル・プラザ200番地の建物はピーター・モートン・メディアカル・ビルディング (the Peter Morton Medical Building) と改称された。